# Wander (serie animata)
Wander (Wander Over Yonder) è una serie animata statunitense andata in onda negli Stati Uniti con il primo episodio dal 16 agosto 2013 prima dello speciale Phineas e Ferb: Mission Marvel. Il creatore e produttore esecutivo della serie è Craig McCracken, noto per essere il creatore e produttore esecutivo delle serie Le Superchicche e Gli amici immaginari di casa Foster.
Un'anteprima della serie è stata mostrata al Comic-Con International 2012 da Disney Channel. Il primo promo mostrato negli Stati Uniti è avvenuto il 19 luglio 2013 durante la prima TV di Teen Beach Movie. La regolare programmazione è per il 13 settembre dello stesso anno.
In Italia è stato trasmesso a partire dal 19 maggio 2014 su Disney XD.

## Trama
La serie segue le avventure di Wander, un viaggiatore intergalattico eccessivamente ottimista e la sua migliore amica nonché destriero, Sylvia la Zbornak. I due viaggiano da un pianeta all'altro aiutando i vari abitanti della galassia a divertirsi e vivere liberi, ritrovandosi a fronteggiare le continue invasioni di Lord Terror, uno dei più potenti supercattivi nella galassia, al comando del suo esercito di Occhi.
La prima stagione dello show è a struttura episodica; ci sono pochi legami tra i vari episodi, che risultano perlopiù autoconclusivi. Nella seconda stagione, tuttavia, viene introdotta una storia sequenziale; Lord Dominator un nuovo e misterioso supercattivo, inizia a sottomettere ogni pianeta della galassia, il tono dello show si fa più serio e l'attenzione si sposta sull'incompetente Lord Terror, sulla sua ossessione di distruggere Wander, superare Lord Dominator e arrivare in testa alla classifica dei più grandi cattivi della galassia. Di conseguenza, molti episodi sono strettamente legati da una trama generale che troverà il suo culmine nello scontro finale con Lord Dominator.

## Personaggi

### Personaggi principali
- Wander: Protagonista della serie, è una piccola e bizzarra creatura dal folto pelo arancione e un buffo cappello verde con il disegno di una stella, ben calcato in testa; tale capello sembra essere magico, infatti, contiene una gran quantità di oggetti utili, che il possessore estrae, a seconda della necessità. Viaggiatore delle stelle sempre ottimista e positivo, il cui unico scopo e aiutare gli altri e rendere tutti felici (persino il crudele Lord Terror). È estremamente gentile e cordiale, spesso la sua infinita energia e il suo ottimismo risultano fastidiosi (soprattutto a Lord Terror, che Wander crede essere suo amico, malgrado lui lo disprezzi). A prima vista può sembrare ingenuo e piuttosto volubile, ma più volte dimostra di avere una mente acuta. È anche caratterizzato da un'incredibile fortuna, che gli permette di uscire indenne dalle situazioni più pericolose: quasi sempre, Wander non si rende realmente conto dei pericoli che corre, scambia spesso nemici per amici e in generale tende a vivere molte situazioni, potenzialmente mortali, come un gioco.
- Sylvia: Destriero, nonché migliore amica di Wander, che viaggia assieme a lui nell'Universo. Appartiene ad una specie chiamata "Zbornak", sorta di via di mezzo tra un drago e un cavallo, di colore azzurro con una cresta rossa ed una sella sempre piazzata sulla schiena. Poco si sa del suo passato, un tempo era una pilota delle corse nello spazio, periodo durante il quale si è guadagnata il nomignolo di "Bomba a orologeria", per via del suo pessimo temperamento causato dalla sua eccessiva competitività. Infine, si scopre che, prima di incontrare Wander, viaggiava assieme ad un avventuriero rinnegato e disonesto di nome Ryder. Sylvia ha un carattere duro e deciso, ama combattere anche se tende ad essere eccessivamente violenta in diverse situazioni. È molto affezionata a Wander e per lui farebbe qualsiasi cosa, tuttavia non condivide spesso il suo eccessivo ottimismo, essendo lei più pratica e cinica. Possiede comunque un lato tenero, dimostrandosi estremamente protettiva verso il suo amico e spesso rivela una gran sensibilità per i problemi degli altri. Tuttavia, tenta sempre di nascondere tale lato di sé.
- Lord Terror (Lord Hater in originale): La nemesi di Wander, corpulento alieno nell'aspetto simile ad uno scheletro, con indosso una veste nera, rossa e gialle. Crudele conquistatore dello spazio al comando di un esercito di piccoli alieni con un grosso occhio al posto della testa, chiamati appunto "Occhi" o "Guardiani" (Watchdogs in originale); il suo fine ultimo è dominare l'intera galassia e distruggere Wander e Sylvia, i principali ostacoli ai suoi piani. Nonostante sia assetato di potere, malvagio, e crudele, è principalmente un individuo infantile, emotivamente instabile e notevolmente stupido, spesso rasenta la dabbenaggine e il più delle volte tende ad essere lui stesso la causa del fallimento dei propri piani di conquista, facendosi distrarre dai giochetti infantili di Wander. Odia sentirsi dire cosa fare da chi considera inferiore a lui. Ha un odio patologico per Wander a causa del suo ottimismo e per la sua capacità di sventare ogni suo piano senza nemmeno provarci.
- Comandante Occhio (Commander Peepers in originale): Il fedele e devoto assistente di Lord Terror, generale dell'esercito di Occhi; l'unico suo tratto distintivo è costituito dal suo elmo, di aspetto leggermente diverso da quello dei soldati. Decisamente più intelligente e competente del suo padrone ma per niente intimidatorio a causa della sua bassa statura, nessuno infatti lo prende mai sul serio e spesso fatica anche a farsi rispettare dagli stessi Occhi. Nonostante sia ben consapevole della stupidità del suo capo e non manchi mai di rimproverargli i suoi comportamenti, prova per lui una devozione incondizionata e lo considera il suo migliore amico. Terror invece tende a svilirlo, maltrattarlo e dargli la colpa dei loro continui fallimenti, oltre che non ascoltare mai i suoi consigli o avventimenti. Tende a sottovalutare la capacità di Wander di rovinare i piani di Terror ed è convinto che sia quest'ultimo, il quale scendendo al livello di Wander, finisca per rovinare anche i piani più infallibili e mancare la vittoria per un soffio.
- Lord Dominator: L'antagonista principale della seconda stagione. Divenuta prima nella classifica dei più Grandi Criminali della Galassia a tempo di record ed è divenuta la più grande minaccia della galassia altrettanto rapidamente. Fortemente orgogliosa del caos da lei perpetrato, si comporta allo stesso modo di una bulla che si diverte a fare scherzi ai più deboli. Nonostante sia più intelligente e pratica di Lord Terror, è anch'essa fortemente infantile ed immatura (ad esempio: adora guardare i cartoni animati, mangiare caramelle, raccontare barzellette, utilizzare combinazioni estremamente semplici, fare foto ricordo e comportarsi come una bambina viziata) oltre ad ostentare un atteggiamento estremamente esuberante ed espansivo, quasi quanto quello di Wander. Alla sua prima apparizione indossa un'armatura che aumenta spropositatamente le sue dimensioni e ne modifica la voce per sembrare un maschio (da qui l'appellativo: Lord). Lord Terror inizialmente la vede come sua principale rivale per poi innamorarsene perdutamente, una volta scoperta la sua vera identità, nonostante Dominator non lo ricambi per niente. Malgrado la sua unica missione sembri solo ed unicamente quella di distruggere l'intera galassia, una volta prossima all'obiettivo viene assalita da una terribile malinconia; inoltre sembra che soffra parecchio la solitudine che lei stessa si è creata intorno (avendo come unica compagnia i robot del suo equipaggio), non sapendo neppure come si gestisca un'amicizia nell'episodio "Amiche per una notte", malgrado sembrasse interessata a tale scoperta. Nonostante i tentativi di Wander di aiutarla a migliorarsi lei negherà per puro orgoglio personale questo lato di sé, temendo di apparire stupida e debole agli occhi di tutti.

### Personaggi secondari
- Imperatore Eccelso (Emperor Awesome in originale): Supercattivo principale rivale di Lord Terror. È un alieno con la testa da squalo con un abito molto pacchiano ed una tipica corona sempre in testa. Festaiolo, narcisista, presuntuoso, donnaiolo e fiero, viaggia per i pianeti organizzando feste eccessivamente caotiche e prive di controllo che si concludono con la distruzione dello stesso pianeta. I suoi servitori sono dei piccoli umanoidi con dei pugni al posto della testa (sorta di controparte degli Occhi di Lord Terror, chiamati Fist Fighters in originale). Sembra avere un debole prima per Sylvia e poi per Lord Dominator, le quali rifiutano prontamente le sue attenzioni.
- Principe Cashmere: Il coraggioso capo di un esercito di caproni guerrieri, è un alieno dall'aspetto di un robusto caprone umanoide con un mantello grigio. Appare per la prima volta nell'episodio "Il troll" dove Wander e Sylvia lo aiutano a difendere il suo palazzo dall'attacco di un temibile troll.
- Westley: Il più sottovaluto degli Occhi di Lord Terror, si differenzia dagli altri soldati per essere di aspetto grassoccio. Nell'episodio "Westley lo speciale" riesce a catturare Wander e Sylvia che però si liberano facilmente. I due convincono Westley a diventare loro amico ed abbandonare Lord Terror.
- Sir Brad Starlight: Un imponente guerriero dello spazio, con un'armatura rossa ed un mantello blu ricoperto di stelle bianche. Appare nell'episodio "l'Eroe", autoproclamatosi eroe in missione per salvare la principessa Demurra dal re Draykor, per compire tale impresa richiede l'aiuto di Wander e Sylvia. In seguito si scopre essere un individuo delirante e infantile: egli stesso ha in realtà rapito la principessa, venendo poi fermato da Wander e Sylvia. Riappare nell'episodio "Nemici" dove stringe un'alleanza con Lord Terror per distruggere Wander. Farà la sua ultima apparizione nell'episodio "Lo straniero misterioso" in cui, vestendo i panni di uno stereotipatissimo cowboy duro e taciturno, finge di salvare (con l'aiuto di un collega, suo cugino) i pianeti dall'attacco di un Bot di Lord Dominator per poter intascare il denaro delle ricompense e baciare le principesse locali.
- Harvax: Harvax è un mostruoso alieno blu scuro con quattro gambe e chele per mani che gareggia contro Sylvia e Wander insieme al suo migliore amico, Stok, nella Congiunzione Galattica 6000 nell'episodio "Bomba a orologeria". Harvax prende spesso in giro Sylvia per il suo soprannome "Bomba a orologeria".
- Stok: Una creatura gialla e pelosa, compagno di Harvax, che cavalca nelle gare.
- Lievito (Sourdough the Evil Sandwich in originale): Inizialmente era la regina Entozoa, ma poi si è scoperto essere uno spirito che ogni mille anni si impossessa di un corpo di un supercattivo. A causa di un incidente la sua anima è stata trasferita in un panino, diventando così un sandwich animato, e per questo vuole vendicarsi di Wander e Lord Terror.
- Ryder: Umanoide con dei capelli blu, la pelle ocra ed un bizzarrissimo look, adora combattere. Appare nell'episodio "Ryder", era il compagno di avventure di Sylvia, prima che quest'ultima incontrasse Wander. Anche lui è un nemico acerrimo di Lord Terror.
- Dr. Svitato Jones (Dr. Screwball Jones in originale): Una bizzarra creatura simile ad una banana truccata da clown i cui baffi costituiscono le sue braccia. Si tratta di una vecchia nemesi di Wander, da lui considerato una grande minaccia (è l'unico cattivo che Wander prende seriamente). Il suo scopo è quello di costringere tutti a ridere.

## Episodi
| Stagione         | Episodi | Prima TV originale | Prima TV Italia |
| ---------------- | ------- | ------------------ | --------------- |
| Prima stagione   | 39      | 2013-2014          | 2014-2015       |
| Seconda stagione | 40      | 2015-2016          | 2016            |

## Corti pre-seconda stagione
| nº | Titolo originale        | Titolo italiano                 | Prima TV USA   | Prima TV Italia |
| -- | ----------------------- | ------------------------------- | -------------- | --------------- |
| 1  | The First Take          | Il primo annuncio               | 20 luglio 2015 | 11 gennaio 2016 |
| 2  | The Smile               | Il sorriso                      | 21 luglio 2015 | 12 gennaio 2016 |
| 3  | The Killjoy             | Il guastafeste                  | 22 luglio 2015 | 13 gennaio 2016 |
| 4  | The Theme Song          | La sigla                        | 23 luglio 2015 | 14 gennaio 2016 |
| 5  | The Bathroom Break      | Pausa relax                     | 24 luglio 2015 | 15 gennaio 2016 |
| 6  | The Planetary Conqueror | Il conquistatore della galassia | 27 luglio 2015 | 16 gennaio 2016 |
| 7  | The Sharpshooter        | Il tiratore scelto              | 28 luglio 2015 | 17 gennaio 2016 |
| 8  | The Glitch              | Il problema tecnico             | 29 luglio 2015 | 18 gennaio 2016 |
| 9  | The Caller              | La telefonata                   | 30 luglio 2015 | 19 gennaio 2016 |
| 10 | The Whatever            | L'imitatore                     | 31 luglio 2015 | 20 gennaio 2016 |
| 11 | The Big Finish          | Il gran finale                  | 3 agosto 2015  | 21 gennaio 2016 |

## Doppiatori
| Personaggio                 | Doppiatore originale | Doppiatore italiano                                             |
| --------------------------- | -------------------- | --------------------------------------------------------------- |
| Wander                      | Jack McBrayer        | Gianfranco Miranda                                              |
| Sylvia                      | April Winchell       | Emanuela Baroni                                                 |
| Lord Terror                 | Keith Ferguson       | Alessandro Ballico                                              |
| Comandante Occhio           | Tom Kenny            | Edoardo Stoppacciaro                                            |
| Imperatore Eccelso          | Sam Riegel           | Gabriele Lopez                                                  |
| Principe Cashmere           | Bill Fagerbakke      | Alberto Angrisano                                               |
| Westley                     | Aziz Ansari          | Andrea La Greca                                                 |
| Sir Brad Starlight          | James Marsden        | Francesco De Francesco                                          |
| Dragon                      | Fred Tatasciore      | Antonio Angrisano                                               |
| Principessa Demurra         | Jennifer Hale        | Claudia Scarpa                                                  |
| Harvax                      | Jeff Bennett         | Luigi Scribani                                                  |
| Stock                       | Charlie Adler        | Luca Ciarciaglini                                               |
| Lievito                     | Rich Fulcher         | Gianluca Crisafi                                                |
| Gatto/Briciola              | G. Hannelius         | Maria Giulia Ciucci (st.1 ep.33) Francesca Rinaldi (st.2 ep.11) |
| Ryder                       | Will Arnett          | Roberto Draghetti                                               |
| Lord Dominator              | Noël Wells           | Micaela Incitti                                                 |
| Lord Dominator (mascherata) | Fred Tatasciore      | Luca Graziani                                                   |
| Dr. Svitato Jones           | Weird Al Yankovic    | Nanni Baldini                                                   |